# Sarkān
Sarkān (persiska: سَركان, سِركان, سر کان) är en ort i Iran.   Den ligger i provinsen Hamadan, i den nordvästra delen av landet, 300 km väster om huvudstaden Teheran. Sarkān ligger 2 007 meter över havet och antalet invånare är 4 557.
Terrängen runt Sarkān är kuperad åt sydväst, men åt nordost är den bergig.Runt Sarkān är det ganska tätbefolkat, med 100 invånare per kvadratkilometer. Närmaste större samhälle är Pasragad Branch, 19,6 km norr om Sarkān. Trakten runt Sarkān består i huvudsak av gräsmarker.